# Astathes distincta
Astathes distincta är en skalbaggsart som först beskrevs av Hintz 1919.  Astathes distincta ingår i släktet Astathes och familjen långhorningar. Inga underarter finns listade.